# Боровогриневское сельское поселение
Боровогрине́вское се́льское поселе́ние — упразднённое муниципальное образование в Новооскольском районе Белгородской области.
Административный центр — село Боровки.
19 апреля 2018 года упразднено при преобразовании Новооскольского района в Новооскольский городской округ.

## История
Боровогриневское сельское поселение образовано 20 декабря 2004 года в соответствии с Законом Белгородской области № 159.

## Население
| 2010 | 2011 | 2012 | 2013 | 2014 | 2015 | 2016 |
| ---- | ---- | ---- | ---- | ---- | ---- | ---- |
| 806  | ↘803 | ↘770 | ↘736 | ↘701 | ↗712 | ↗718 |
| 2017 | 2018 |      |      |      |      |      |
| ↘703 | ↘683 |      |      |      |      |      |

## Состав сельского поселения
| № | Населённый пункт | Тип населённого пункта       | Население |
| - | ---------------- | ---------------------------- | --------- |
| 1 | Бондарев         | хутор                        | ↘0        |
| 2 | Боровки          | село, административный центр | ↘142      |
| 3 | Гринево          | село                         | ↘251      |
| 4 | Мазепин          | хутор                        | ↘41       |
| 5 | Немцево          | село                         | ↘240      |
| 6 | Скрынников       | хутор                        | ↘120      |
| 7 | Шевцов           | хутор                        | ↘12       |